# Joe Batt's Arm-Barr'd Islands-Shoal Bay
Joe Batt's Arm-Barr'd Islands-Shoal Bay är en ort i Kanada.   Den ligger i provinsen Newfoundland och Labrador, i den östra delen av landet, 1 700 km öster om huvudstaden Ottawa. Joe Batt's Arm-Barr'd Islands-Shoal Bay ligger 67 meter över havet och antalet invånare är 778.
Terrängen runt Joe Batt's Arm-Barr'd Islands-Shoal Bay är platt. Havet är nära Joe Batt's Arm-Barr'd Islands-Shoal Bay åt nordväst. Runt Joe Batt's Arm-Barr'd Islands-Shoal Bay är det mycket glesbefolkat, med 4 invånare per kvadratkilometer.. Joe Batt's Arm-Barr'd Islands-Shoal Bay är det största samhället i trakten. 